# 小行星4956
小行星4956（英語：4956 Noymer）是一颗围绕太阳公转的小行星。1990年11月12日，罗伯特·H·麦克诺特在赛丁泉山发现了此天体。
这颗小行星的绝对星等为201.54714等。